# Karma (banda)
Karma foi um power trio carioca de rock rural formada por Jorge Amiden (guitarra tripla), Luiz Mendes Junior (violão e vocal) e Alen Cazinho Terra (baixo e vocal).

## História
Surgido em 1972, o grupo participou do FIC (Festival Internacional da Canção) daquele ano, com a música "Depois do porão". 

### O Álbum
No mesmo ano seu surgimento, eles lançaram seu único álbum, "Karma", pela RCA Vitor, que atualmente é um disco badalado e disputadíssimo entre colecionadores. O álbum foi relançado em 2010 por um projeto da Livraria Cultura em parceria com a Sony Music sob a curadoria de Charles Gavin. 
Este álbum figura no livro “Lindo Sonho Delirante: 100 Discos Psicodélicos do Brasil”, da revista Poeira Zine, mostrando sua importância para a música brasileira.

## Discografia
- 1972 - Karma (RCA Vitor)

### Info sobre o Álbum

#### Faixas do Álbum Homônimo
| Lado A |                      |                                   |         |  |
| N.º    | Título               | Compositor(es)                    | Duração |  |
| 1.     | "Do Zero Adiante"    | Jorge Amiden / Luiz Mendes Junior |         |  |
| 2.     | "Blusa de Linho"     | Jorge Amiden / Zé Rodrigues       |         |  |
| 3.     | "Você Pode Ir Além"  | Jorge Amiden / Luiz Mendes Junior |         |  |
| 4.     | "Epílogo"            | Jorge Amiden / Luiz Mendes Junior |         |  |
| 5.     | "Tributo ao Sorriso" | Jorge Amiden / Sergio Hinds       |         |  |

| Lado B |                                                                                           |                                                        |         |  |
| N.º    | Título                                                                                    | Compositor(es)                                         | Duração |  |
| 6.     | "O Jogo"                                                                                  | Jorge Amiden                                           |         |  |
| 7.     | "Omissão"                                                                                 | Jorge Amiden / Luiz Mendes Junior                      |         |  |
| 8.     | "Venha Pisar na Grama"                                                                    | Jorge Amiden / Luiz Mendes Junior / Alen Cazinho Terra |         |  |
| 9.     | "Transe Uma"                                                                              | Jorge Amiden                                           |         |  |
| 10.    | "Cara e Coroa"                                                                            | Jorge Amiden                                           |         |  |
| 11.    | "Depois do Portão (Faixa Bônus, de um compacto duplo com algumas músicas do FIC de 1972)" | Jorge Amiden / Luiz Mendes Junior                      |         |  |

#### Créditos Musicais do Álbum
- Jorge Amiden - Guitarra Tripla
- Luiz Mendes Junior - Violão e Vocal
- Alen Cazinho Terra - Baixo e Vocal
- Oberdan Magalhães – flauta
- Gustavo Schroeter – Bateria
- Bill – bateria em "Tributo ao Sorriso" e "Omissão"
- Ian Guest – cravo
- Rildo Hora – gaita
- Arthur Verocai – arranjos e regência de cordas e metais